# Trochosa menglaensis
Trochosa menglaensis là một loài nhện trong họ Lycosidae.
Loài này thuộc chi Trochosa. Trochosa menglaensis được Chang-Min Yin, Bao & Jia-Fu Wang miêu tả năm 1995.